# FIFA World Cup Qatar 2022 (Official Soundtrack)
FIFA World Cup Qatar 2022 (Official Soundtrack) — это сборник с участием различных исполнителей, выпущенный в 2022 году. Альбом является официальным музыкальным альбомом чемпионата мира по футболу 2022, проходившего в Катаре.

## История
Впервые выпущен официальный саундтрек чемпионата мира по футболу FIFA, состоящий из нескольких песен, вместо одной официальной песни. Первая песня альбома — «Hayya Hayya (Better Together)» в исполнении Тринидада Кардоны, Давидо и AISHA, выпущенная 1 апреля 2022 года вместе с видеоклипом. Вторая песня — «Arhbo» в исполнении Гимса и Осуны, выпущенная 19 августа 2022 года вместе с видеоклипом.
Третья песня — «The World Is Yours to Take» в исполнении американского рэпера Lil Baby в сотрудничестве с Budweiser, выпущенная 23 сентября 2022 года вместе с клипом. Четвёртая песня — «Light The Sky» в исполнении Норы Фатехи, Манал, Рахмы Риад и Балкиса, написанная RedOne и выпущенная 7 октября 2022 года вместе с видеоклипом.
Пятая песня «Tukoh Taka» в исполнении Ники Минаж, Малумы и Мириам Фарес была выпущена 17 ноября 2022 года вместе с видеоклипом и стала официальной песней Фестиваля болельщиков ФИФА. Финальная песня — «Dreamers» Джонгука из BTS, выпущенная 20 ноября 2022 года. Она была исполнена с Фахадом Аль-Кубайси во время церемонии открытия турнира.

## Список композиций
| №   | Название                                           | Автор(ы)                   | Исполнитель(и)                             | Длительность |
| --- | -------------------------------------------------- | -------------------------- | ------------------------------------------ | ------------ |
| 1.  | «The Official FIFA World Cup Qatar 2022 Theme»     | Zachary Aaron Golden       |                                            | 1:52         |
| 2.  | «Tukoh Taka»                                       | Wassim Slaiby              | Ники Минаж, Малума и Мириам Фарес          | 2:59         |
| 3.  | «Hayya Hayya (Better Together)»                    | RedOne                     | Trinidad Cardona, Davido и AISHA           | 3:27         |
| 4.  | «Arhbo»                                            | RedOne                     | Ozuna и Maître Gims                        | 3:40         |
| 5.  | «Light the Sky»                                    | RedOne                     | Рахма Риад, Балкис, Нора Фатех, Манал      | 4:19         |
| 6.  | «Dreamers»                                         | RedOne                     | Чон Джонгук                                | 3:22         |
| 7.  | «Hayya Hayya (Better Together)» (Испанская версия) | RedOne                     | Trinidad Cardona, Davido и AISHA           | 3:27         |
| 8.  | «Arhbo» (Арабская версия)                          | RedOne                     | Ayed, Nasser Al Kubaisi and Haneen Hussain | 3:23         |
| 9.  | «Dreamers» (Арабская версия)                       | RedOne                     | Чон Джонгук и Фахад Аль Кубаиси            | 3:59         |
| 10. | «The World Is Yours To Take»                       | Роланд Орзабал, Иэн Стэнли | Lil Baby и Tears for Fears                 | 2:48         |
| 11. | «Ezz Al Arab»                                      | Tudor Monroe, Kareem Lotfy | Wegz                                       | 3:34         |